# Listă de filme britanice din 1981
Aceasta este o listă de filme britanice din 1981:

## Lista
| Titlu                          | Regizor            | Distribuție                                                | Gen                     | Note                                                 |
| ------------------------------ | ------------------ | ---------------------------------------------------------- | ----------------------- | ---------------------------------------------------- |
| An American Werewolf in London | John Landis        | Jenny Agutter, Griffin Dunne                               | Comedie/horror          |                                                      |
| The Appointment                | Lindsey C. Vickers | Edward Woodward, Jane Merrow                               | Horror                  | [ 1 ]                                                |
| Burning an Illusion            | Menelik Shabazz    | Cassie McFarlane, Victor Romero                            | Drama                   |                                                      |
| Bushido Blade                  | Shusei Kotani      | Richard Boone, Toshirō Mifune, Sonny Chiba                 | Dramă istorică          |                                                      |
| Carbon Copy                    | Michael Schultz    | Denzel Washington, George Segal                            | Comedie                 | Co-producție cu SUA                                  |
| Chanel Solitaire               | George Kaczender   | Marie-France Pisier, Timothy Dalton, Rutger Hauer          | Biopic                  |                                                      |
| Chariots of Fire               | Hugh Hudson        | Ben Cross, Ian Charleson, Nigel Havers                     | Biopic                  | Winner of four Academy Awards including Best Picture |
| Clash of the Titans            | Desmond Davis      | Laurence Olivier, Harry Hamlin, Judi Bowker                | Fantasy                 |                                                      |
| Concert for Kampuchea          | Keith McMillan     | Wings, The Clash                                           | Musical documentary     |                                                      |
| Condorman                      | Charles Jarrott    | Michael Crawford, Oliver Reed, Barbara Carrera             | Action/adventure/comedy |                                                      |
| Dance Craze                    | Joe Massot         | The Specials, The Beat, Bad Manners                        | Musical documentary     |                                                      |
| Emmanuelle in Soho             | David Hughes       | Angie Quick, Julie Lee and John M. East                    | Sex comedy              |                                                      |
| Eye of the Needle              | Richard Marquand   | Donald Sutherland, Kate Nelligan                           | World War II            |                                                      |
| For Your Eyes Only             | John Glen          | Roger Moore, Julian Glover, Carole Bouquet                 | Spy/action              |                                                      |
| The French Lieutenant's Woman  | Karel Reisz        | Meryl Streep, Jeremy Irons, Hilton McRae                   | Drama                   |                                                      |
| The Good Soldier               | Kevin Billington   | Robin Ellis, Vickery Turner, Jeremy Brett, Susan Fleetwood | Drama                   |                                                      |
| The Great Muppet Caper         | Jim Henson         | Jim Henson, Frank Oz                                       | Comedy                  |                                                      |
| Gregory's Girl                 | Bill Forsyth       | John Gordon Sinclair, Dee Hepburn, Clare Grogan            | Comedy                  |                                                      |
| Green Ice                      | Ernest Day         | Ryan O'Neal, Anne Archer, Omar Sharif                      | Adventure               |                                                      |
| Inseminoid                     | Norman J. Warren   | Robin Clarke, Jennifer Ashley                              | Sci-fi                  |                                                      |
| The Legend of the Lone Ranger  | William A. Fraker  | Klinton Spilsbury, Michael Horse                           | Western                 | Co-production with the US                            |
| Looks and Smiles               | Ken Loach          | Graham Green, Carolyn Nicholson                            | Drama                   | Entered into the 1981 Cannes Film Festival           |
| Loophole                       | John Quested       | Albert Finney, Martin Sheen                                | Thriller                |                                                      |
| Memoirs of a Survivor          | David Gladwell     | Julie Christie, Christopher Guard                          | Sci-fi                  | Screened at the 1981 Cannes Film Festival            |
| Omen III: The Final Conflict   | Graham Baker       | Sam Neill, Lisa Harrow, Rossano Brazzi                     | Horror                  |                                                      |
| Outland                        | Peter Hyams        | Sean Connery, Peter Boyle, Frances Sternhagen              | Science fiction         |                                                      |
| Priest of Love                 | Christopher Miles  | Ian McKellen, Janet Suzman, Ava Gardner                    | Biopic                  |                                                      |
| Quartet                        | James Ivory        | Alan Bates, Isabelle Adjani, Maggie Smith                  | Period                  |                                                      |
| Riding High                    | Ross Cramer        | Eddie Kidd, Irene Handl                                    | Drama                   |                                                      |
| Time Bandits                   | Terry Gilliam      | John Cleese, Sean Connery, Shelley Duvall                  | Fantasy                 |                                                      |
| Urgh! A Music War              | Derek Burbidge     | Various rock groups of the time                            | Music documentary       |                                                      |